# Рабочая революционная партия (Намибия)
Рабочая революционная партия (англ. Workers Revolutionary Party) — левая политическая партия троцкистского толка в Намибии. Лидеры партии — Атти Бьюкес и Гарри Боэсак.

## История
Партия была основана Атти Бьюкесом в мае 1989 года как Партия революционеров. Для участия в выборах 1989 года Рабочая революционная партия вступила в коалицию с Объединенным демократическим фронтом и рядом других политических сил. Это позволило партии получить четыре места в Учредительном собрании, ставшем Национальной ассамблеей Намибии.
В 2004 году Рабочая революционная партия шла в коалиции («социалистическом содружестве») с Национальным союзом Юго-Западной Африки (СВАПО) и получила 3 428 (0,44 %) голосов избирателей.
В 2009 году Рабочая революционная партия сменила название на Коммунистическая партия Намибии. На всеобщих выборах 2009 года за партию проголосовало 1 005 избирателей, а за её кандидата на пост президента — 810. Это был наихудший результат из всех принимавших участие в выборах 2009 года в Намибии.
На всеобщие выборы 2014 года партия вышла со своим первоначальным названием «Рабочая революционная партия». Она получила 1,49 % голосов избирателей, что позволило ей провести в Национальную ассамблею двух депутатов.